# 神田花岡町
神田花岡町（かんだはなおかちょう）は、東京都千代田区の町名。住居表示は未実施。「丁目」の設定のない単独町名である。人口は0人である。

## 地理
千代田区の北東部に位置する。町域北辺は、神田相生町・神田松永町に接する。東部から南部は神田佐久間町に接する。西部は外神田一丁目に接する。
神田花岡町は秋葉原駅付近に位置し、町域内はJR線の秋葉原駅とその付近の線路と、秋葉原駅前のバスロータリー、つくばエクスプレス線の秋葉原駅、駅に隣接してあるアトレ秋葉原2、駅となりのヨドバシAkiba（敷地の一部は神田松永町）で構成されている。

## 事業所
2021年（令和3年）現在の経済センサス調査による事業所数と従業員数は以下の通りである。
| 町丁       | 事業所数 | 従業員数 |
| ---------- | -------- | -------- |
| 神田花岡町 | 53事業所 | 1,104人  |

### 事業者数の変遷
経済センサスによる事業所数の推移。
| 年                 | 事業者数 |
| ------------------ | -------- |
| 2016年（平成28年） | 51       |
| 2021年（令和3年）  | 53       |

### 従業員数の変遷
経済センサスによる従業員数の推移。
| 年                 | 従業員数 |
| ------------------ | -------- |
| 2016年（平成28年） | 1,270    |
| 2021年（令和3年）  | 1,104    |

## その他

### 日本郵便
- 郵便番号 : 101-0028[3]（集配局 : 神田郵便局[7]）。